# 半谷進彦
半谷 進彦（はんや のぶひこ、1941年12月10日 - ）は、元NHKアナウンサー

## 人物
愛知県出身。愛知県立明和高校、名古屋大学文学部卒業、1965年入局。初任地は函館。以後、東京アナウンス室、名古屋、広島、長崎、松山などで勤務した。その後、1993年日本語センター専属となる。1998年、日本語センターエグゼクティブアナウンサー。2006年日本語センター専門委員。NHK職員研修、企業・団体研修等の講師等を務める。

## 現在の担当番組
- ラジオニュース

## 過去の担当番組
- 夜のアルバム　「道産馬の里」
- ふるさとのアルバム　「函館山」
- 訪問インタビュー　「上野英信」　（1983年9月19日～9月22日放送）
- ＮＨＫ特集　「救援～ヒロシマ・残留放射能の42年」　ナレーション
- ＮＨＫ特集　「終わりなきコストダウン」　―自動車の町・男達の生き残り戦略―　ナレーション
- 国会中継
- NHK特集
- ラジオジャーナル

## 著書
- 1999年 日本語力問題集 （共著）
- 2000年 基礎から学ぶアナウンス（あなたを磨く話しことば） （共著）
- 2002年 日本語力問題集〈2003年版） （共著）